# Maurice Vander
Maurice Vander (eigentlich Maurice Camille Gustave Vanderschueren; * 11. Juni 1929 in Vitry-sur-Seine/Île-de-France; † 16. Februar 2017 in Montmorillon/Nouvelle-Aquitaine) war ein französischer Jazzpianist.

## Leben und Wirken
Vander war der Sohn eines berufsmäßigen Akkordeonspielers und einer Amateur-Pianistin. Klavier lernte er mit acht Jahren und begleitete früh seinen Vater und Bruder Freddy (ebenfalls Akkordeonspieler). Damals spielte er auch Akkordeon. Mit 14 Jahren wandte er sich wieder dem klassischen Klavierstudium zu. Gleichzeitig entdeckte er im Radio den Jazz. Mit 19 Jahren begann er als professioneller Musiker zu arbeiten. Er begleitete u. a. Django Reinhardt, Don Byas, Chet Baker, Roy Eldridge und Stan Getz, während er in Pariser Clubs wie dem „Saint-Germain“, dem „Blue Note“ und dem „Chat qui Pêche“ spielte. Er nahm u. a. mit Quincy Jones, Sarah Vaughan, Philly Joe Jones und Stéphane Grappelli („Piano à Gogo“ 1956) auf. Sein erstes Album „Piano Jazz“ erschien 1955, gefolgt von „Piano Rendezvous“ 1958. Seit 1963 arbeitete er eng mit dem gleichaltrigen Sänger Claude Nougaro zusammen, mit dem er eng befreundet war. Er begleitete ihn lange Jahre mit Eddy Louiss. Vander nahm auch ein Solo-Piano-Album mit Stücken aus Nougaros Repertoire auf wie „Vander se joue Nougaro“ (1992). 1971 veröffentlichte er das Album „Maurice Vander“ und 1980 mit seinem Trio das Album „Du Côté de chez Swing“.
1962 gewann er den Prix Django Reinhardt. Er war der Stiefvater von Christian Vander.